# Rowcliff
George Rowcliff è un personaggio di fantasia nato dalla penna dello scrittore statunitense Rex Stout, che compare nelle opere della serie di Nero Wolfe.
Il tenente Rowcliff è un poliziotto per cui Wolfe riserba uno speciale astio, in parte causato da un incidente per cui Rowcliff tenne Wolfe in custodia. Come Wolfe afferma, <<L'intera pantomima>> stava dicendo Nero Wolfe <<è basata su un presupposto idiota, il che è naturale, anzi inevitabile, giacché Mr Rowcliff è il vostro campione d'asinità... Sul presupposto, dicevo, che sia io sia Mr Goodwin siamo dei minorati mentali.>>

Come con Cramer, Stout si riferisce continuamente in modo ambiguo al nome di Rowcliff. Anche se in ogni altro romanzo è definito George, in Quella bomba di Nero Wolfe le sue iniziali sono indicate come "J.M." in una lettera dettata da Wolfe.
Che si sappia, Rowcliff è l'unico personaggio il cui nome è ricavato da una persona reale - un giovane addetto navale che Stout servì sullo Yacht presidenziale di Theodore Roosevelt nel 1906 e verso cui Stout aveva un intenso e perdurevole disprezzo.